# Idrettsklubben Start 1977
Questa voce raccoglie le informazioni riguardanti l'Idrettsklubben Start nelle competizioni ufficiali della stagione 1977.

## Stagione
Al termine della 1. divisjon 1977, lo Start si è classificato al 4º posto, qualificandosi per la Coppa UEFA 1978-1979. L'avventura nel Norgesmesterskapet è terminata invece ai quarti di finale, con l'eliminazione per mano del Lillestrøm. Lo Start ha partecipato anche alla Coppa UEFA 1976-1977, salutando la competizione ai sedicesimi di finale dopo aver perso nel doppio confronto con i tedeschi dell'Eintracht Braunschweig.

## Rosa
| N. |                     | Ruolo | Calciatore          |
| -- | ------------------- | ----- | ------------------- |
|    | Norvegia (bandiera) | P     | Roy Amundsen        |
|    | Norvegia (bandiera) | P     | Geir Jørgensen      |
|    | Norvegia (bandiera) | P     | Per Otto Larsen     |
|    | Norvegia (bandiera) | D     | Reidar Flaa         |
|    | Norvegia (bandiera) | D     | Svein Kaalaas       |
|    | Norvegia (bandiera) | D     | Erling Kristensen   |
|    | Norvegia (bandiera) | D     | Trond Pedersen      |
|    | Norvegia (bandiera) | D     | Torgny Svendsen     |
|    | Norvegia (bandiera) | D     | Helge Torjussen     |
|    | Norvegia (bandiera) | C     | Thor Einar Andersen |
|    | Norvegia (bandiera) | C     | Helge Haugen        |
|    | Norvegia (bandiera) | C     | Cay Ljosdal         |

| N. |                     | Ruolo | Calciatore          |
| -- | ------------------- | ----- | ------------------- |
|    | Norvegia (bandiera) | C     | Svein Mathisen      |
|    | Norvegia (bandiera) | C     | Audun Myhre         |
|    | Norvegia (bandiera) | C     | Yngvar Ommundsen    |
|    | Norvegia (bandiera) | C     | Helge Skuseth       |
|    | Norvegia (bandiera) | C     | Tor Helge Stensland |
|    | Norvegia (bandiera) | C     | Stein Thunberg      |
|    | Norvegia (bandiera) | A     | Sven Otto Birkeland |
|    | Norvegia (bandiera) | A     | Odd Frivold         |
|    | Norvegia (bandiera) | A     | Preben Jørgensen    |
|    | Norvegia (bandiera) | A     | Odd Olsen           |
|    | Norvegia (bandiera) | A     | Tor Svendsen        |

## Risultati

### 1. divisjon

#### Girone di andata
| 25 aprile 1977 1ª giornata | Viking | 2 – 3 referto | Start |  |

| 1º maggio 1977 2ª giornata | Start | 2 – 1 referto | Rosenborg |  |

| 8 maggio 1977 3ª giornata | Start | 1 – 0 referto | Bryne |  |

| 15 maggio 1977 4ª giornata | Moss | 1 – 1 referto | Start |  |

| 19 maggio 1977 5ª giornata | Start | 0 – 2 referto | Lillestrøm |  |

| 22 maggio 1977 6ª giornata | Molde | 0 – 0 referto | Start |  |

| 30 maggio 1977 7ª giornata | Start | 3 – 3 referto | Bodø/Glimt |  |

| 6 giugno 1977 8ª giornata | Brann | 4 – 1 referto | Start |  |

| 12 giugno 1977 9ª giornata | Mjøndalen | 0 – 0 referto | Start |  |

| 19 giugno 1977 10ª giornata | Start | 0 – 4 referto | Vålerengen |  |

| 26 giugno 1977 11ª giornata | HamKam | 0 – 1 referto | Start |  |

#### Girone di ritorno
| 31 luglio 1977 12ª giornata | Start | 2 – 1 referto | Viking |  |

| 8 agosto 1977 13ª giornata | Rosenborg | 1 – 3 referto | Start |  |

| 14 agosto 1977 14ª giornata | Bryne | 2 – 2 referto | Start |  |

| 21 agosto 1977 15ª giornata | Start | 1 – 1 referto | Moss |  |

| 28 agosto 1977 16ª giornata | Lillestrøm | 1 – 0 referto | Start |  |

| 11 settembre 1977 17ª giornata | Start | 1 – 2 referto | Molde |  |

| 18 settembre 1977 18ª giornata | Bodø/Glimt | 1 – 0 referto | Start |  |

| 25 settembre 1977 19ª giornata | Start | 3 – 1 referto | Brann |  |

| 2 ottobre 1977 20ª giornata | Start | 5 – 0 referto | Mjøndalen |  |

| 9 ottobre 1977 21ª giornata | Vålerengen | 2 – 2 referto | Start |  |

| 16 ottobre 1977 22ª giornata | Start | 6 – 1 referto | HamKam |  |

### Norgesmesterskapet
| 27 luglio 1977 Terzo turno | Lyn Oslo | 0 – 3 referto | Start |  |

| 31 agosto 1977 Quarto turno | Start | 2 – 1 referto | Kristiansund FK |  |

| 21 settembre 1977 Quarti di finale | Lillestrøm | 3 – 0 referto | Start |  |

### Coppa UEFA
| Arbitro: | Jonsson |

|                                                              |           |  |
| Myhre 5’ Skuseth 9’ Haugen 25’, 27’ Mathisen 50’ (rig.), 57’ | Marcatori |  |

| Arbitro: | Moffatt |

|  |           |                       |
|  | Marcatori | 26’ Skuseth 65’ Olsen |

| Arbitro: | Lund-Sørensen |

|            |           |  |
| Haugen 78’ | Marcatori |  |

| Arbitro: | Stec |

|                                              |           |  |
| Breitner 14’ Handschuh 47’ Hollmann 55’, 79’ | Marcatori |  |